# Nikkatsu
Nikkatsu (numera 日活株式会社 Nikkatsu kabushiki kaisha, Nikkatsu AB) grundades 1912 av ett flertal filmföretag under namnet Nippon Katsudō Shashin och är Japans äldsta filmbolag.

## Historia
1922 debuterade Japans blivande kanske främste regissör, Mizoguchi Kenji, hos Nikkatsu med Ai ni Yomigaeru Hi ("Dagen då kärleken återvände"), den första i en rad sociala kvinnoskildringar under hans stumfilmsepok.
Fram till Stillahavskrigets utbrott var Nikkatsu den största japanska filmstudion, men mellan början av 40-talet och mitten av 50-talet producerade man inte så mycket film. Under 60-talet producerade studion mycket filmer i genren Yakuza Eiga (gangsterfilm). Bl.a. regisserade Seijun Suzuki flera filmer i den genren. Hans oortodoxa filmer väckte dock studions ogillande, och efter Märkt för mord (Branded to Kill), som idag ses som hans kanske främsta film, fick han sparken.
I slutet av 60-talet drabbades den japanska filmbranschen av en kris, och Nikkatsu gick över till att enbart producera filmer i genren Roman Porno (mjukporr). 
Efter att ha varit mycket nära att gå i konkurs 1993 började Nikkatsu åter producera filmer i flera andra genrer, exempelvis Sabus DANGAN Runner.

## Regissörer vid Nikkatsu
- Mizoguchi Kenji
- Tomu Uchida
- Seijun Suzuki (fick sparken 1967)
- Shohei Imamura
- Takashi Ishii

## Skådespelare
- Yujiro Ishihara
- Akira Kobayashi
- Hiroyuki Nagato
- Joe Shishido
- Hideki Takahashi
- Tetsuya Watari
- Sayuri Yoshinaga